# Salka emeljanovi
Salka emeljanovi är en insektsart som beskrevs av Irena Dworakowska 2006. Salka emeljanovi ingår i släktet Salka och familjen dvärgstritar.
Artens utbredningsområde är Myanmar. Inga underarter finns listade i Catalogue of Life.